# Tang Chun Man

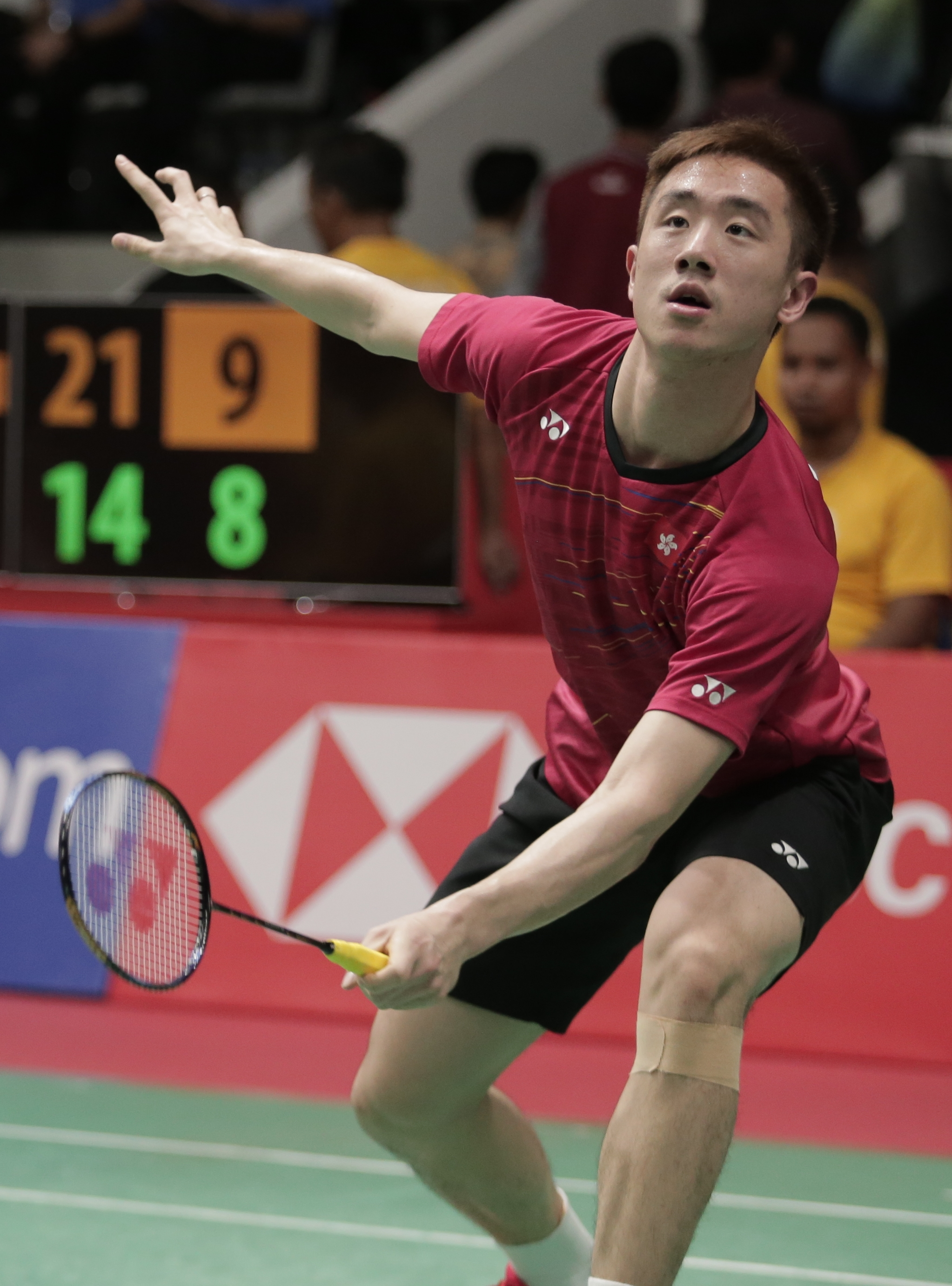
Tang Chun Man, 2018

Tang Chun Man (chinesisch 鄧俊文 / 邓俊文, Pinyin Dèng Jùnwén, Jyutping Dang6 Zeon3man4; * 20. März 1995 in Hongkong) ist ein Badmintonspieler aus Hongkong. 

## Karriere
Tang Chun Man nahm 2011, 2012 und 2013 an den Badminton-Weltmeisterschaften der Junioren teil. 2014 startete er bei den Erwachsenen bei den Asienspielen, wobei er im Mannschaftswettkampf und im Herrendoppel antrat. Als beste Platzierung verzeichnete er dabei eine Viertelfinalteilnahme mit der Mannschaft. 2014 war er ebenfalls im Thomas Cup am Start.
Im Jahr 2021 spielte er Mixed mit Tse Ying Suet bei den Olympischen Sommerspielen 2020. Sie belegten den vierten Platz.